# V1197 Геркулеса
V1197 Геркулеса (лат. V1197 Herculis) — двойная затменная переменная звезда типа W Большой Медведицы (EW)* в созвездии Геркулеса на расстоянии приблизительно 898 световых лет (около 275 парсек) от Солнца. Видимая звёздная величина звезды — от +13,46m до +12,75m. Орбитальный период — около 0,2627 суток (6,3044 часа). Возраст звезды определён как около 10,09 млрд лет.
Открыта проектом ROTSE-1 в 2000 году.

## Характеристики
Первый компонент — оранжевый карлик спектрального класса K1. Масса — около 0,542 солнечной, радиус — около 0,688 солнечного, светимость — около 0,259 солнечной. Эффективная температура — около 4973 K.
Второй компонент — жёлтый карлик спектрального класса G. Масса — около 0,208 солнечной, радиус — около 0,518 солнечного, светимость — около 0,164 солнечной. Эффективная температура — около 5113 K.